# Slottsbranden 1697

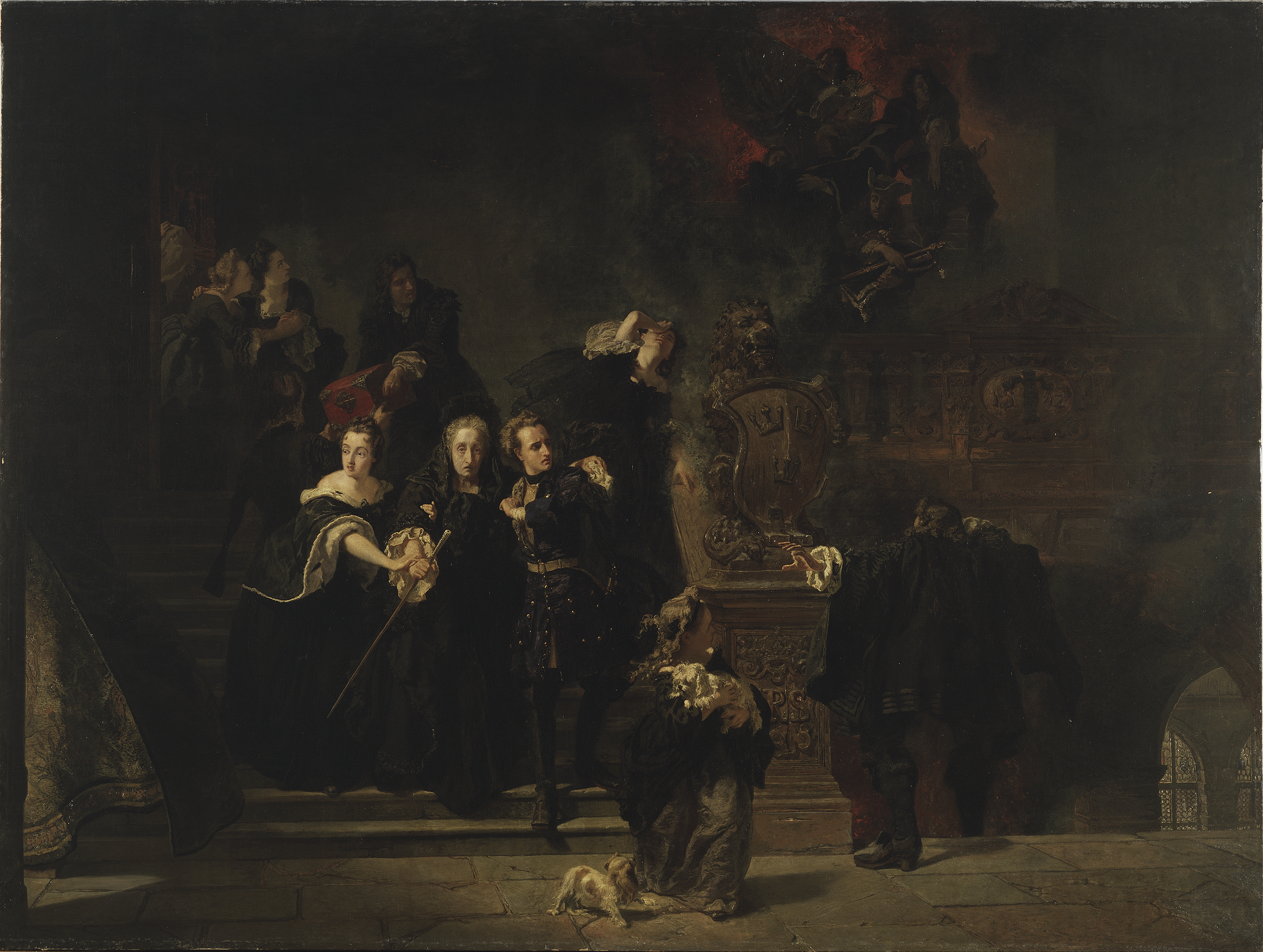
Slottsbranden i Stockholm den 7 maj 1697. Målning av Johan Fredrik Höckert från 1866.

Den stora Slottsbranden inträffade i Stockholm den 7 maj 1697 då det gamla slottet Tre Kronor totalförstördes i en eldsvåda, utom slottets då nyligen kraftigt ombyggda norra längas murar. Större delen av Sveriges gamla riksarkiv och kungliga bibliotek förstördes.

## Förlopp

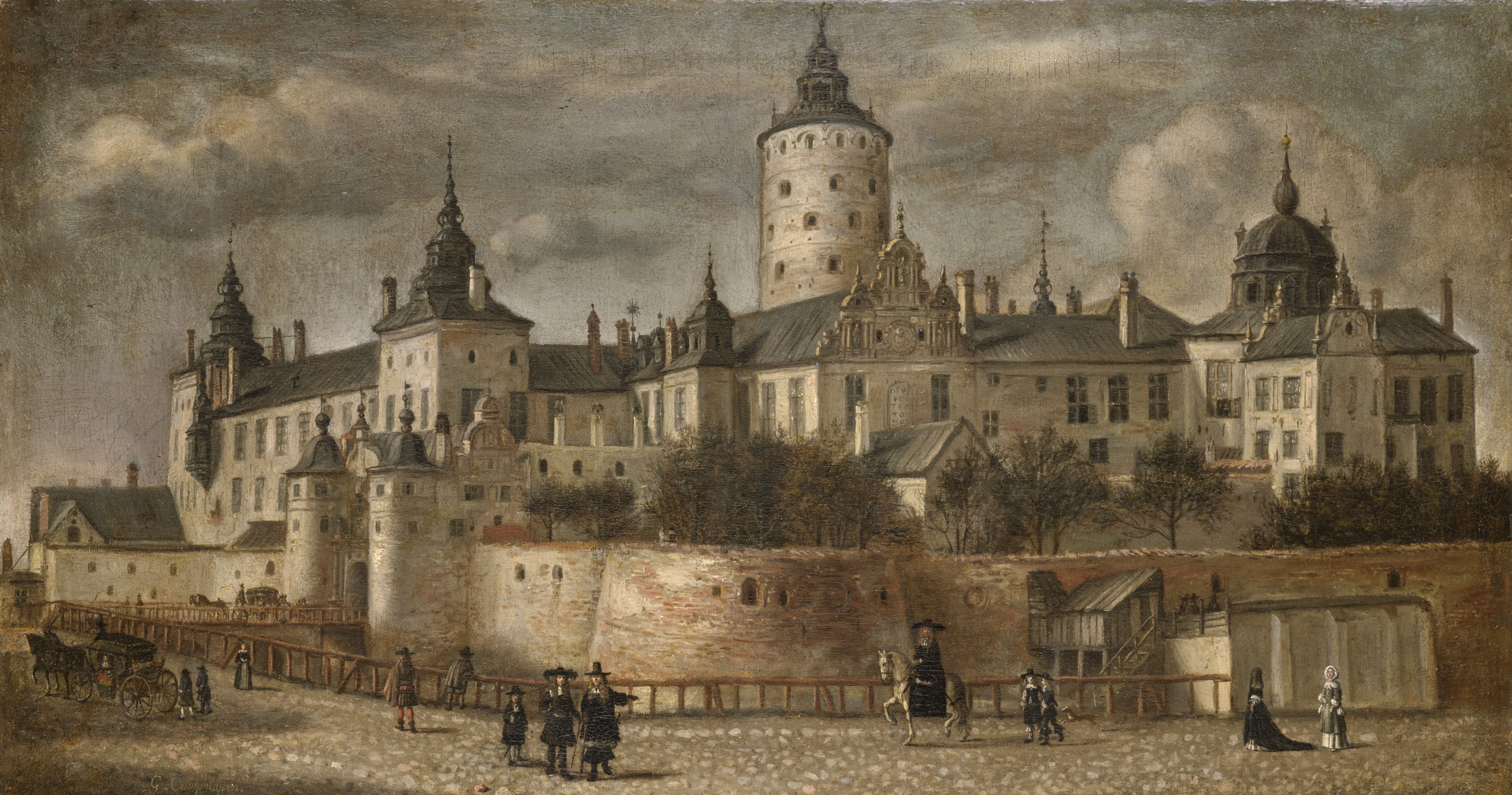
Det fyrahundraåriga slottet 36 år innan branden. Målning av Govert Camphuysen från 1661.

Klockan två på eftermiddagen började branden på vinden ovanför rikssalen i slottets södra del. Brandvaktmästaren Sven Lindbergs hustru var den som först upptäckte röken. Hon bad brandknekten Anders Andersson att springa och kontrollera vad som stod på. När han kom fram till rikssalens vind upptäckte han att det brann, men han kunde inte komma åt brandsläckningsutrustningen eftersom branden blockerade vägen. Kungligheterna och hovfolket tvingades lämna slottet. Tjänstefolket försökte rädda så mycket som möjligt av kungliga familjens tillhörigheter. Elden spred sig snabbt till alla flyglarna av slottet. Slottet var byggt i sten, men taket i koppar, som leder värme, satte eld på bjälklaget av trä och branden kunde snabbt sprida sig.
När branden startade låg Karl XI, som avlidit månaden innan, lik på slottet. Prinsessorna uppges ha blivit så skräckslagna att de nästan fick bäras ut. Men den då 14-årige Karl XII ska ha varit lugn och kallblodig. Stödd på honom kom hans åldriga farmor Hedvig Eleonora ned för slottstrapporna. Några officerare skyndade sig att föra den döde kungens kropp i säkerhet för elden. De bar liket till kungliga stallet på Helgeandsholmen, men sedan flyttades det över till ett närbeläget hus, varifrån det senare fördes till Riddarholmskyrkan.

## Vad som gick förlorat
Genom förlusten av cirka två tredjedelar till tre fjärdedelar av alla handlingar i slottets bibliotek har den svenska historieforskningen om senmedeltiden försvårats. Många medeltida brev brann upp, och även samtliga brev som hemskickats av Sveriges generaler under Trettioåriga kriget. Av slottsbibliotekets cirka 24 500 tryckta alster och närmare 1 400 manuskript (handskrifter) kunde bara 6 000 tryckta böcker och 300 manuskript räddas. Följden blev att Riksarkivet under den följande tiden helt saknade medeltidsavdelning. Reduktionsämbetsverkets och Kammarkollegiums rum i slottet klarade sig dock.

## Ansvar
Brandorsaken har aldrig kunnat fastslås, bara att branden började på rikssalens vind. En tänkbar förklaring kan vara att skorstenarna varit otäta. När det gäller försummelser hade den Kungliga slottsrätten ett fastare underlag. De som var ansvariga för brandvakten denna dag var två knektar, Anders Andersson och Mattias Hansson, och deras chef Sven Lindberg, brandmästaren.
- Knekten Anders Andersson hade mot gällande regler gått ett ärende åt brandmästaren för att lämna en väv i brandvaktmästarens hustrus hus.[källa behövs]
- Knekten Mattias Hansson hade på eget bevåg lämnat sin post för att gå ner i köket för att få mat. Han hävdade att brandmästarens fru hade sagt att han fick göra detta, någon hon dock förnekade.[källa behövs]
- Brandmästaren Sven Lindberg hade alltså använt knektarna för sin och sin frus privata ärenden.[källa behövs] Det kom också fram att han tagit emot mutor för att anställa vissa personer.[källa behövs]

### Dom
I februari 1698 kom domen mot de tre. Kungliga slottsrätten avgav domen. Sven Lindberg och Mattias Hansson dömdes till döden, medan Anders Andersson som bevisligen fick order om att gå ett ärende dömdes till fem gatlopp. Dödsstraffen mildrades av kung Karl XII till sju gatlopp och sex års straffarbete på Karlstens fästning. Sven Lindberg som var en gammal man dog av de svåra skador han fick under gatloppet.

## Lars Ekerots förutsägelser
På våren 1697 hade en f.d. officer vid flottan, Lars Ekerot, börjat komma med förutsägelser om att Stockholm snart skulle förstöras av vådeld. Sina uppenbarelser om detta delgav han i första hand överhovpredikanten Georg Wallin, som han ett par år tidigare hade uppvaktat med klagoskrifter över de olyckor som han ansåg åsamkas Sveriges folk genom domstolarnas orättvisor och de mäktigas hårdhet mot de fattiga. I synnerhet riktade sig Ekerots förbittring mot hans chef, greve Hans Wachtmeister, som avskedat honom, enligt Ekerots försäkran utan giltig anledning. Ekerot påstod sig också ha en del fordringar på kronan som han inte fick utbetalda.
Den 1 maj 1697 fick Wallin de första två breven från Ekerot som innehöll profetior om en förestående olycka, och natten mellan den 3 och 4 maj fanns ytterligare två liknande skrivelser instuckna under porten till överhovpredikantens hus. På morgonen den 7 maj mellan klockan 7 och 8 hade Ekerot, enligt sin egen utsaga, uppsökt Wallin i slottskyrkan för att tala om den stora olycka som han ansåg skulle ske, men han hade då inte träffat på överhovpredikanten. Samma dag, sju timmar senare, stod slottet i ljusan låga.
Frågan om slottsbrandens uppkomst togs redan dagen efter branden upp i riksrådet, och vid sammanträdet den 10 maj 1697 påminde änkedrottning Hedvig Eleonora om att det fanns en man som uppgavs ha förutsagt eldsvådan. Med anledning av detta fick överhovpredikanten Wallin infinna sig i rådet, och en del av Ekerots brev till honom lästes upp av kanslirådet Carl Piper. Två dagar därefter blev Ekerot själv uppkallad i rådet i närvaro av änkedrottningen och Karl XII. Under mötet uppgav Ekerot att han sedan länge hade känt till att branden skulle uppstå och varnat för den. När änkedrottningen frågade honom på vilket sätt han kunnat förutse branden förklarade han att han för länge sedan i en syn sett slottet brinna. Han påstod sig också ha vetat dagen det skulle ske. Men sedan började han orda vitt och brett om Guds syndastraff och de oförrätter han lidit, och kunde inte förmås att svara ordentligt på de frågor man ställde.
När Ekerot lämnat rummet yttrade kungen att man borde ta mannen i fängsligt förvar så att han inte kunde gå omkring fritt bland folket och åstadkomma mer buller och oro. Detta torde vara ett av Karl XII:s första offentliga yttranden. Änkedrottningen tyckte att Ekerot verkade illvillig, "även om han skulle vara uti huvudet förvirrad". Det beslutades också att Ekerot skulle häktas. Frågan om eldens uppkomst blev föremål för grundligare granskning av en särskild slottsrätt med underståthållaren som ordförande. Inför denna domstol företedde Wallin de fyra brev han mottagit från Ekerot kort före slottsbranden, samt åtta andra brev från tiden närmast efter olyckan.
I breven profeterade Ekerot om att Stockholm skulle straffas för sina synder genom eld, I ett av breven stod det: "Det är till befruktandes, att innan några dagar faller eld av himmelen över Sodom eller det argare är: Stockholm." Det är dock värt att notera att det ingenstans i Ekerots skrivelser från tiden före den 7 maj finns någon bestämd uppgift om att just slottet skulle brinna, och inte heller hade han före branden muntligen profeterat om detta. Misstanken för att ha anlagt elden kunde Ekerot dock vederlägga. Visserligen hade han tidigt på morgonen den 7 maj varit på slottet för att träffa doktor Wallin, och sedan gått upp i änkedrottningens "fyrkant", där det hölls en morgonbön. Men det konstaterades att han minst en timme före eldens utbrott hade befunnit sig hos en fältskär för att få sina liktornar skötta. Därefter hade han blivit bjuden på middag av sin vårdare; och medan de båda männen satt till bords fick de höra brandlarmet. De skyndade då genast ut och såg att det var slottet som brann. Målets behandling drog ut på tiden. Men redan innan domen avkunnats hade Karl XII, som under tiden blivit myndig, förklarat att han ansåg Ekerot "intet annat vara än en fantast, och att det vore bäst, om han bleve sittande, där han sitter". Det beslutades därför i januari 1698 att Ekerot som "delirant" skulle förbli i fängelset. En månad därefter blev rättegången avslutad. Men kort därpå avled Ekerot efter en kort tids sjukdom.

## Efterföljder
Kungafamiljen flyttades till Wrangelska palatset på Riddarholmen och huserade där i över 50 år till 1754 medan det nya Stockholms slott uppfördes på samma plats som Tre Kronor.
Slottet var under ombyggnad och slottsarkitekten Nicodemus Tessin d.y. hade med den nya norra längan gett slottet ett helt nytt utseende. Hans fortsatta arbete hindrades dock av den gamla borganläggningens gyttriga och under många sekel framvuxna byggnadskropp. Branden gav honom möjlighet att fullfölja sin vision om hur ett modernt slott skulle gestaltas. Redan före årets slut (1697) hade han sina planritningar färdiga. Det gick så fort att man kunde tro att det fanns ett samband mellan branden och Tessins planer för det nya slottet. Tessin och hans byggmästare Hans Buchegger hade påträffats under branden på Rikssalsvinden när båda (förgäves) försökte att hindra elden från att sprida sig till den nybyggda delen.

## Samtida illustration av brandruinen

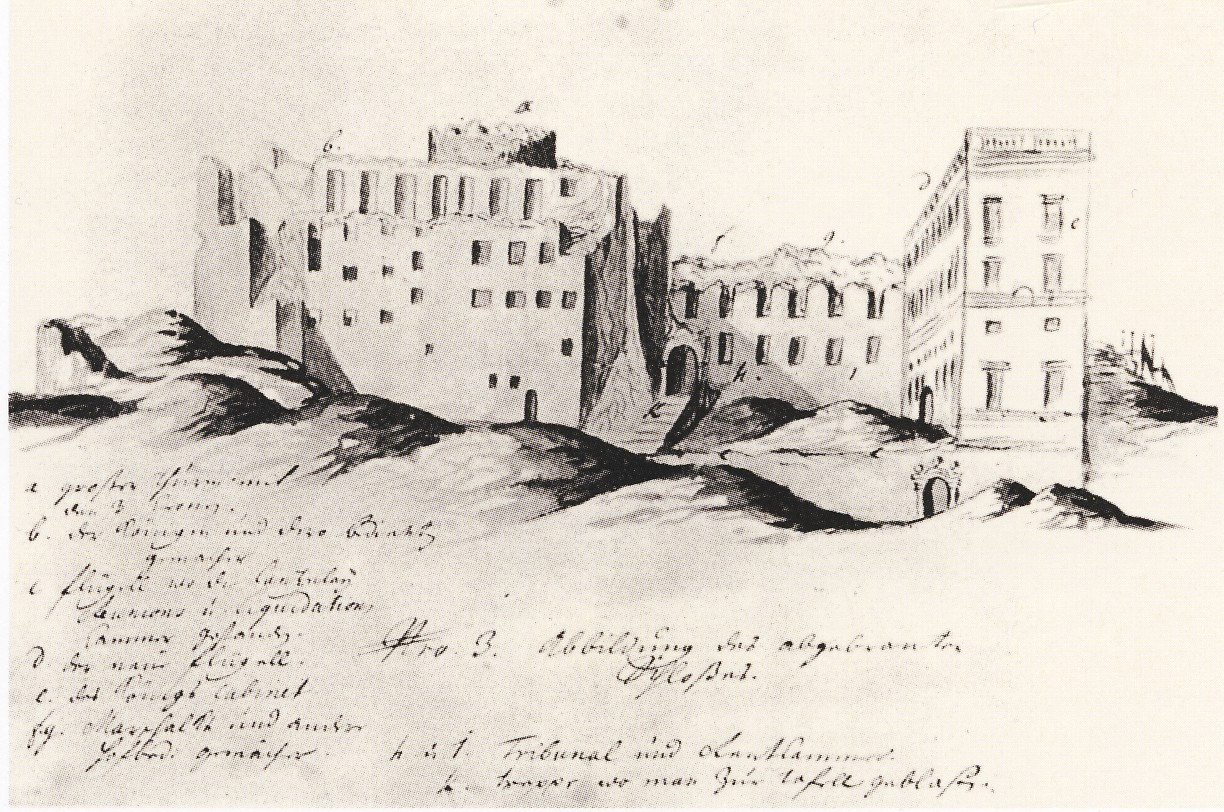
Illustration av slottet efter branden.
Abbildung des abgebranten Schloßes

Strax efter branden besökte en tysk tecknare brandplatsen och förfärdigade "Abbildung des abgebranten Schloßes". Det är en detaljerad skiss som visar brandruinen från Skeppsbron. Den nybyggda norra längan (till höger i bild) är i huvudsak oskadad. Den västra längan står i ruiner. Tre kronors torn har rasat delvis och östra längan vid nedre borggården är redan riven.

## Slottsbranden i samtida nyhetsförmedling
Slottsbranden avbildades i flera samtida kopparstick, bland annat av en gravör vid namn Montalegre, vilket ofta kommit att användas som illustration av branden. Bilden är dock till stora delar ett plagiat av de över 100 år äldre Stockholmsvyerna i Civitates orbis terrarum, och ger därför en felaktig bild av Stockholm 1697. Bilden visar dessutom figurer som springer över Strömmen och Riddarfjärden vilka avbildats som isbelagda den 7 maj.
Ytterligare ett kopparstick från 1697 med titeln Der Große Brand deß Koniglichen Schloßes in Stockholm har Hogenbergs Brunkebergsvy till utgångsmaterial för sin "reportagebild". Slottet visas som det såg ut hundra år tidigare. Denna okända konstnär lät dock inte springa figurer över Riddarfjärden och Strömmen och slottsbranden bekämpas med ordentliga brandsprutor. På en infälld bild visas slottet före branden.
|  |  |  |  |